# Notadusta
Notadusta is een geslacht van weekdieren uit de klasse van de Gastropoda (slakken).

## Soorten
- Notadusta clifdenensis Cernohorsky, 1971 †
- Notadusta hungerfordi (G. B. Sowerby III, 1888)
- Notadusta martini (Schepman, 1907)
- Notadusta punctata (Linnaeus, 1771)
- Notadusta trelissickensis (Suter, 1917) †
- Notadusta victoriana (Schilder, 1935) †